# Fernando Jorge (canoísta)
Fernando Jorge (Cienfuegos, 3 de dezembro de 1998) é um canoísta cubano, campeão olímpico.

## Carreira
Jorge conquistou a medalha de ouro nos Jogos Olímpicos de Verão de 2020 em Tóquio na prova de C-2 1000 m masculino, ao lado de Serguey Torres com o tempo de 3:24.995 minutos.